# Лівобережний (Нікольський район)
Лівобере́жний (рос. Левобережный) — селище у складі Нікольського району Вологодської області, Росія. Входить до складу Краснополянського сільського поселення.

## Населення
Населення — 260 осіб (2010; 320 у 2002).
Національний склад (станом на 2002 рік):
- росіяни — 99 %